# Peire de Castelnou (trovatore)
Peire de Castelnou, anche Castelnau o Chasselnou, in francese Pierre de Châteauneuf (fl. XIII secolo), è stato un trovatore minore, originario della Provenza, cliente dei Sovrani di Baux.
Il suo unico componimento sopravvissuto, Oimais no·m cal far plus long'atendensa, è un sirventes scritto dopo la battaglia di Benevento (1266) o la Battaglia di Tagliacozzo (1268). 
Peire scrive che Raimondo Berengario IV di Provenza avesse tenuto (retenc) presso di sé il trovatore Sordello.